# Ágios Theódoros, Larnaca
Ágios Theódoros är en ort i Cypern.   Den ligger i distriktet Eparchía Lárnakas, i den sydöstra delen av landet, 40 km söder om huvudstaden Nicosia. Ágios Theódoros ligger 68 meter över havet och antalet invånare är 663. Den ligger på ön Cypern.
Terrängen runt Ágios Theódoros är kuperad västerut, men österut är den platt.  Närmaste större samhälle är Kíti, 18,0 km öster om Ágios Theódoros. Trakten runt Ágios Theódoros består till största delen av jordbruksmark.
Medelhavsklimat råder i trakten. Årsmedeltemperaturen i trakten är 22 °C. Den varmaste månaden är augusti, då medeltemperaturen är 31 °C, och den kallaste är februari, med 10 °C. Genomsnittlig årsnederbörd är 510 millimeter. Den regnigaste månaden är december, med i genomsnitt 112 mm nederbörd, och den torraste är augusti, med 1 mm nederbörd.